# Peire Rogier
Pierre de Rougier ou Peire Rogiers, né vers 1145[réf. nécessaire] à Clermont, en Auvergne et décédé après 1197 près de Lodève, est un troubadour de langue occitane des écoles auvergnate et limousine.

## Biographie
Ses biographies le disent fils d'un seigneur d'Auvergne :
« Peire Rotgiers si fo d'Alvernhe... e fo gentils hom. »
Il a d'abord été identifié par l'historiographie locale des XVIIIe et XIXe siècles comme appartenant à la famille des seigneurs de Rouziers, près de Mauriac, dans le département du Cantal. Il est actuellement retenu par les chercheurs comme d'origine clermontoise. Certaines de ses strophes vont inspirer ceux du roman de Flamenca.
Uc de Saint-Circ (ou Uc de Saint-Cirq), le troubadour biographe des troubadours, dit qu'il connaissait les lettres et qu'il était chanoine de Clermont :
« Peire Rotgiers si fo d'Alvernhe, Canorgues de Clarmon; e fo gentils hom, bel avinens e savis de letras e de sens natural. »
Il ajoute que c'était un bon chanteur qui quitta son canonicat pour se faire jongleur et faire entendre ses contes.
« E cantava e trobava ben, e laisset la Canorga et fetz se Joglars et anet per cortz e foron grazit li sieu contar. »
Lui-même raconte qu'il quitta son canonicat de Clermont, et s'en vint à Narbonne à la cour de dame Ermengarde, de grande valeur et de grande intelligence, qui l'accueillit, le traita avec honneur et lui fit grand bien. 
« E venc s'en Narbona, en la cort de madomma Ermegenda qu'era adoncs de gran valor e de gran pretz et ella l'acuilhit fort e l'onret, l'ill fetz grans bes. »
On a conservé huit  sirventès, chansons d'amour dans lesquelles Peire Rogier désigne la vicomtesse de Narbonne par un mot clef, un senhal, celui de Tort n'avez.
Pierre d'Auvergne, dans Jeux et ris, dit de lui qu'il aurait mieux fait de rester à dire des psaumes :

« D'aisso mer mal Peire Rotgiers

Per que n'er encolpatz premiers

Quar chanta d'amor a prezen

E convengra'l melhsus santiers

En la gleiz' o us consaliers

Portar ab gran candel' arden. »
À cause de calomnies qui compromettaient la réputation de la vicomtesse, Pierre Rogiers reçut l'ordre de quitter sa cour et il se réfugia auprès de  Raimbaud d'Orange où il restera jusqu'à  1173:
« E per temor del dit de la gen d'il det conyat el parti de si et el sen anet dolens e pensius e consiros e marritz an Raembaut d'Aurenga. »
Au décès de Raimbaud d'Orange en  1173, il va à la cour de Raymond V de Toulouse, qui lui fit le meilleur accueil :
« E puois estit ab lo comte Raimon de Toloza quant li plac et el volc ac gran onor el mon tan com el i estet. »
Il fréquente aussi celles d'Alphonse IX de Castille, puis d'Alphonse II d'Aragon.
Il se retire avec un autre troubadour, Guilhem Azemar de Merueis, à l'abbaye des hommes de Grandmont, près de Lodève où ils prennent l'habit en  1194 et où il restera jusqu'à sa mort.